# Шомели
Шомели (фр. Chomelix) насеље је и општина у централној Француској у региону Оверња, у департману Горња Лоара која припада префектури Пиј ан Веле.
По подацима из 2011. године у општини је живело 492 становника, а густина насељености је износила 18,59 становника/km². Општина се простире на површини од 26,47 km². Налази се на средњој надморској висини од 900 метара (максималној 1.089 m, а минималној 674 m).

## Демографија
| 1962. | 1968. | 1975. | 1982. | 1990. | 1999. | 2011. |
| ----- | ----- | ----- | ----- | ----- | ----- | ----- |
| 584   | 631   | 509   | 438   | 376   | 409   | 492   |

График промене броја становника у току последњих година